# Външен ъгъл
Външният ъгъл е равен на разликата между 180° и вътрешния ъгъл. Може да приема стойности от 0° до 180°.

## Дефиниция
Ако продължим страната ВС на триъгълника АВС, както е на картинката, се получава ъгъл d, който е разположен извън триъгълника и е съседен на ъгъл b. Външен ъгъл на триъгълник се нарича съседният на кой да е вътрешен негов ъгъл.
Всеки ъгъл на триъгълника има по 2 съседни ъгъла. Следователно един триъгълник има шест външни ъгъла – 2 по 2 равни.
От свойство на съседни ъгли следва, че d = 1800 – b.

## Теорема
Всеки външен ъгъл е равен на сбора на двата вътрешни ъгъла, несъседни с него.
Доказателство:
От определението за външен ъгъл следва, че d = 180° – b.
От сбор на ъгли в триъгълник следва, че a + b + c = 180°,
Следователно a + c = 180° – b, но и d = 180° – b.
Следователно a + c = d, което трябваше да докажем.

## Следствие
Всеки външен ъгъл на триъгълника е по-голям от всеки вътрешен, несъседен нему, ъгъл от същия триъгълник.

## Примерна задача
Два от външните ъгли на триъгълник са 110° и 120°. Намерете третия външен ъгъл и вътрешните ъгли на триъгълника.
Решение:
Нека α' е съседен на α и α' = 180° – α = 110°. Следователно α = 70°.
Аналогично β' е съседен на β и β' = 180° – β. Следва, че β = 60°.
Аналогично β' е съседен на β и β' = 180 – β. β = 60.
От сбор на ъгли в триъгълник следва, че α + β + γ = 180°.
Следователно γ = 180° – 60° – 70° = 50°.
Понеже γ е съседен на последния външен ъгъл γ' – следва че γ' = 180° – γ = 130°.
От тази задача следва и че сборът на външните ъгли на триъгълника е равен на 360°, което важи и за всеки триъгълник.